# 赤眼鳟单极虫
赤眼鳟单极虫（学名：Thelohanellus squaliobarbi）为单极科单极虫属的动物。在中国，分布于湖北等，营寄生生活，寄生在赤眼鳟的鳃和肠。